# Histoire maritime de l'Île d'Orléans
L'histoire maritime de l'Île d'Orléans, au Québec, c'est beaucoup plus que les chalouperies, que la construction des goélettes.  L'Île, c'est une petite histoire du fleuve vers Québec et les Grands Lacs. Au fur et à mesure, par date, la petite histoire maritime de l'Île va s'écrire.

## Débarquement de Wolf en 1759
L'armée britannique, transportée par l'escadre de l'amiral Saunders, arrive en vue de Québec à la fin du mois de juin 1759. De par sa position stratégique, les officiers britanniques décident de faire de l'île d'Orléans, peu fortifiée par les français,  l'une de leurs bases pour le siège de Québec.

## Attaque du Manoir Mauvide Genest
Fait cocasse, l.on peut encore voi les trous fait par les boulets lancés par les Anglais sur le manoir.